# لایشتنبورن
لایشتنبورن (به آلمانی: Lichtenborn) یک شهر در آلمان است که در بیتبورگ-پروم واقع شده‌است.